# Посев (растениеводство)

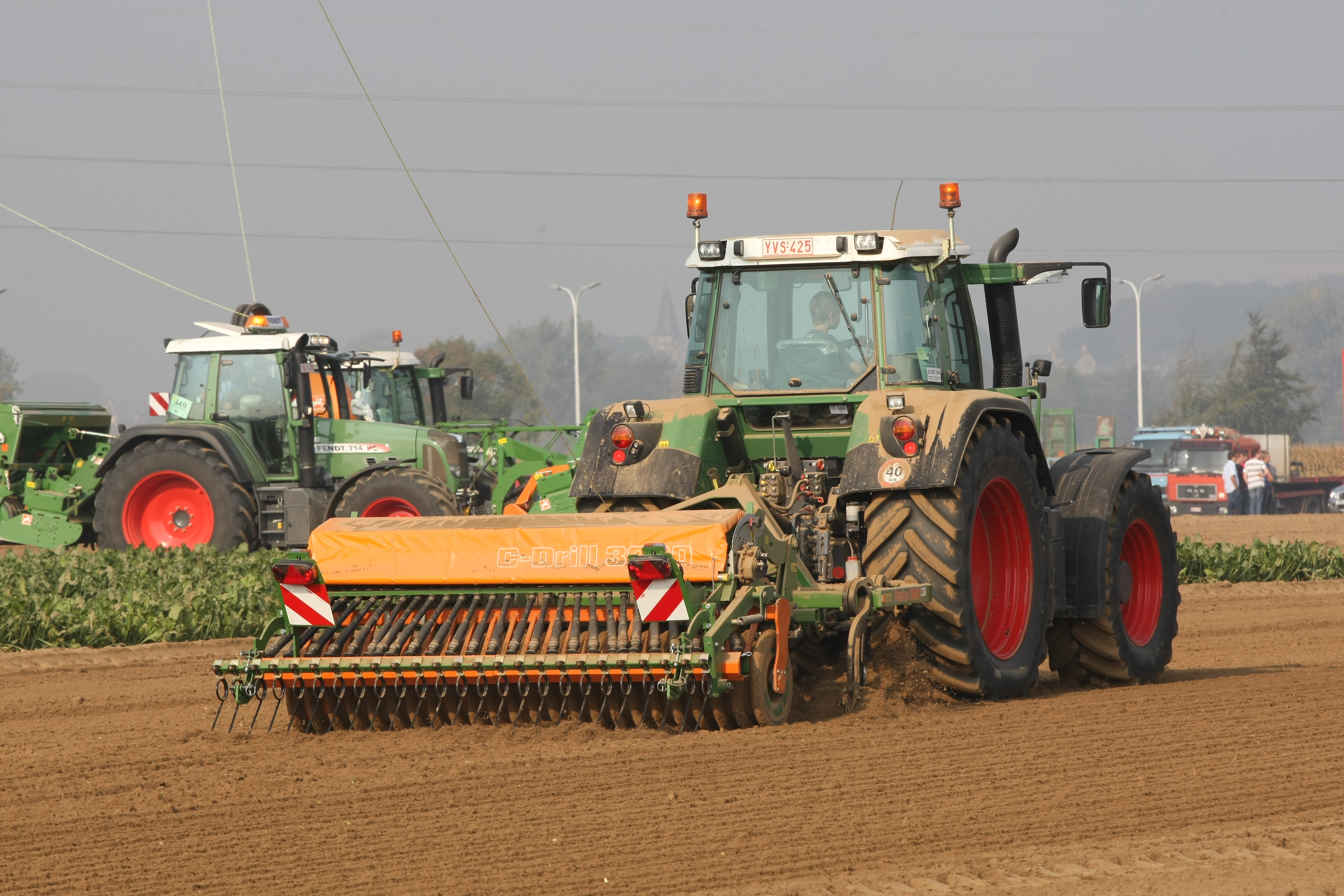
Современный посевной агрегат

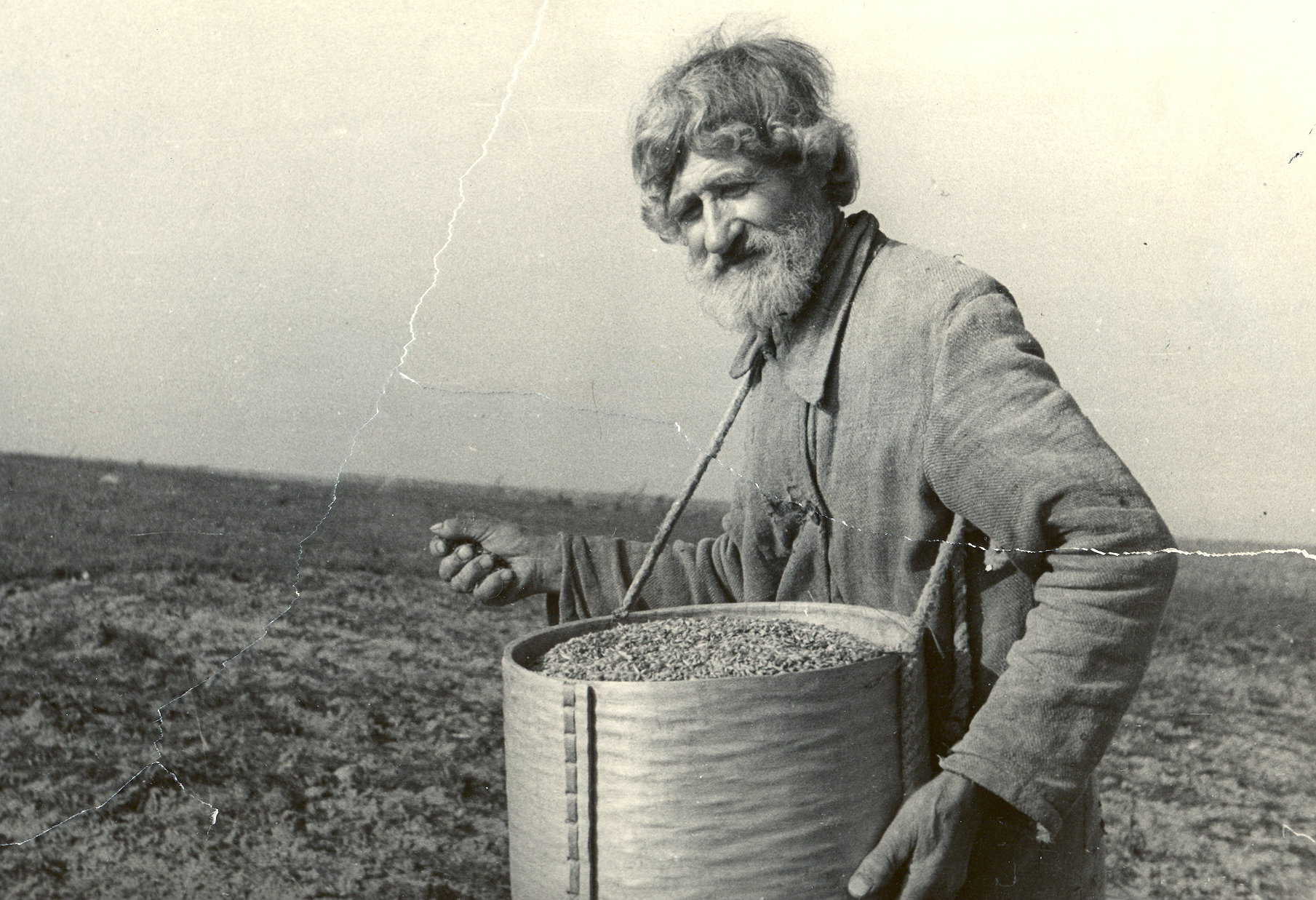
Ручной посев. Россия, начало XX века

Посев (сев) — внесение семян в специально подготовленную почву.
Термин применяется для определения посева зерновых, там, где традиционно семена разбрасывались пригоршнями, массово, без пересчёта, то есть сеялись. Норма посева рассчитывается в штуках, но на практике отмеряется по массе, в килограммах на гектар.
Там, где посадочный материал сажают под счёт, индивидуально, применяется термин «посадка», (например, посадка картофеля, посадка малины).
Также посевы — поле с посеянными растениями.

## Норма высева
Количество семян высеваемое на единицу площади (гектар). Рекомендуемую норму высева указывают в сертификате на семена. Занижение нормы высева снизит урожайность, а завышение приводит к взаимной конкуренции растений за воду, свет и минеральные питательные вещества, что тоже скажется на урожае. Норма высева сильно зависит от всхожести семян, потерь при перезимовке, кустистости, наличия влаги и минеральных веществ в почве, прогноза по осадкам на сезон, способа посева.

Например, для озимой пшеницы это традиционно 5 млн штук/га или 200 кг/га. Потери перезимовки 12 % (при удачной перезимовке) и невсхожесть примерно 12 %, то есть 1/4 посеянных зёрен не взойдёт. Итого на поле будет 3,75 млн ростков, что при весе колоса 1 грамм и коэффициенте кустистости 1,2 даст урожай 45 ц/га.

## Глубина заделки семян
Глубина расположения семени в почве при котором оно имеет оптимальные условия для прорастания и укоренения. Очень важное значение для роста растений имеет глубина заделки семян. Если семена высеять в одно время, но на разную глубину, то семена, заделанные очень мелко, прорастают раньше других, но затем всходы их развиваться не могут, так как верхний слой почвы быстро высыхает. При глубокой заделке семян всходы имеют тонкие слабые стебли и короткие корни. Если семена заделаны в почву слишком глубоко, ростки не могут достичь поверхности земли и растения погибают. Наиболее удачны всходы при заделке семян на глубину 3—5 см.

## Виды посева

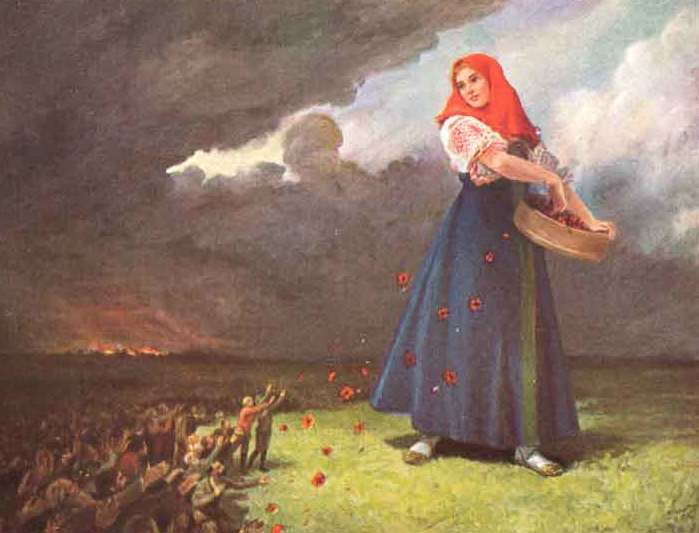
С. С. Соломко, Новая Россия — Сейте разумное, доброе, вечное… 1917

Геометрия посева предполагает глубину заделки семян — вертикальное расположение в почве, и взаиморасположение семян по площади — горизонтальное расположение друг от друга.
Глубина заделки подбирается для каждой культуры или сорта эмпирически. Желательно, чтобы все семена по вертикали располагались на одной глубине от поверхности земли. Чтобы с как можно меньшим количеством посевного материала получить наиболее высокий урожай, необходимо равномерное разбрасывание семян на поле. Посев производится рукой, или машинами.
Различают следующие виды посева: разбросной, рядовой (строчный) и сплошной.

### Разбросной посев
При разбросном посеве семена разбрасываются рукой по поверхности поля. Равномерно распределяет семена по поверхности поля, но они лежат на земле. Для заделки семян в землю проходят бороной, получается различная глубина заделки (главный минус разбросного посева). С появлением сеялок метод перестал применяться.

### Рядовой (строчный) посев
При рядовом посеве в земле прорезается щель, в которую высыпается цепочка семян. Обеспечивает одинаковую глубину заделки семян, сеялки просты в использовании и обслуживании. В 2013 году это был основной способ посева для большинства зерновых (пшеницы, ячменя, ржи, кукурузы, подсолнечника). Главный минус метода — неравномерность распределения: в строчках семенам вскоре становится тесно, а рядом — пустые междурядья, как правило по 15 см шириной, где земля пересушивается и заполняется сорняками
Именно поэтому у метода очень много разновидностей:
- узкорядный с междурядьем 7,5—10 см (попытка уменьшить междурядья и «включить» их в работу, уменьшение междурядья на 1 см даёт прибавку к урожаю на 1 %);
- перекрёстный рядовой, сеют в строчку вдоль, потом поперёк, пытаясь погуще засеять поле, однако сеялка проходит по полю дважды;
- пунктирный или точный высев, появился благодаря внедрению процессоров и датчиков поштучно подсчитывающих семена. Метод позволяет выкладывать на погонный метр рядка заданное количество семян с равным промежутком. Массово применяется для так называемых пропашных культур (кукурузы и подсолнечника), с междурядьем 70 см для прополки и внесения удобрений;
- ленточный (полосный) посев (ещё одна попытка занять междурядья) строчку делают шире за счёт прорезания в почве канавки пошире и рассеивания семян лентой до 10 см.

Обычные размеры междурядья:
- овёс, яровая пшеница, рожь, ячмень, вика — 10—20 см;
- клевер, люцерна, эспарцет, горчица, пшеница, горох — 12—20 см;
- гречиха, бобы — 14—30 см;
- люпин, полевая репа, морковь, зелёный рапс — 17—36 см;
- сахарная свекла, репа, рапс — 22—50 см;
- кормовая свекла — 86—70 см.

### Сплошной посев
Доступность процессоров и современных материалов позволило создать машины для технологии посева, которая соединяет в себе равномерное распределение по полю (как в расбросном посеве) и в то же время одинаковую глубину заделки (как в строчном посеве). Этот метод ещё называют подпочвенно-разбросной. Процесс происходит во временно образованной полости (0,5сек), под волной грунта, которую поднимает культиваторная лапа. Семена подаются по трубкам-семяпроводам под культиваторную лапу и там специальными рассекателями поток семян распределяется веером. Сверху семена сразу же накрываются слоем поднятой земли. После сеялки остаются ленты посева до 30 см шириной который стыкуются друг с другом, то есть без междурядий. Вопрос забивания трубок-семяпроводов решён с помощью оптических датчиков. Они отслеживают количество пролетающих семян и сигнализируют на пульт тракториста о снижении или прекращении потока семян.
Сплошной посев оптимальнее заполняет пространство поля, позволяет увеличить норму высева с 5 млн семян до 7 млн. (по пшенице). При этом растения не загущены, им хватает площади питания и освещения, сорнякам не остаётся свободного места. Возможно сеять все известные зерновые культуры, кроме кукурузы на зерно.

## Время посева
Растения, которые хорошо переносят зиму, высеваются осенью, как озимые, что позволяет им быстрее развиться весной, напротив, растения, в начале своего развития чувствительные к холоду, высеваются весной в качестве яровых. Время посева для каждого отдельного растения определяется потребностью растения в тепле и влаге при прорастании и дальнейшем развитии и подготовленностью и влажностью почвы. Семена, посеянные слишком ранней весной, не прорастают совсем или медленно и могут легко загнить, ростки — замёрзнуть и, кроме того, в этом случае растения заглушаются сорной травой. Своевременным оказывается наиболее ранний посев тех растений, которые требуют при прорастании большой влажности, или располагают длинным вегетационным периодом. В суровом, влажном климате, в горах, на связных почвах нужно сеять позднее; в мягком, сухом климате и на рыхлых почвах — раньше.

## Посевной материал
В качестве посевного материала служат семена или с собственных полей, или покупные. Если посевного материала требуется немного, то под семена оставляют часть засеянного поля, где растения лучше развились. О растениях заботятся и собирают с особенной тщательностью. Собранные растения сохраняются в соломе в прохладном и сухом месте вплоть до употребления. Улучшение сортов растений достигается путём селекции.
При выборе посевного материала принимается во внимание следующие факторы: всхожесть семян; форма величина и вес зёрен; окраска и запах зёрен; подлинность сорта; чистота зёрен.

### Всхожесть семян
Для посева употребляют только совершенно зрелые семена, достигшие полной спелости и способные дать сильные ростки. Но так как большей частью семена в складах (амбарах) в короткое время теряют свою всхожесть (например, злаки — после 2 лет, масличные культуры — после 3 лет, конопля, лён — после 4 лет, стручковые — после 5 лет), то обыкновенно для посева берутся семена, полученные с последней жатвы. Уклонение от этого правила может быть допущено в том случае, если семена предыдущего года крупнее и лучшего качества, но и тогда соответственно должна быть увеличена густота посева. Чтобы убедиться во всхожести семян, производят испытание на всхожесть. Достаточно заставить прорасти 100—200 семян на тарелке, поставленной в тёплом месте, между листами фильтровальной бумаги, смачиваемой водой. Для более научного определения всхожести пользуются особыми аппаратами, например Либенберга, Гольдеведе и Шэньяна, колокольным аппаратом Штейнера. Чтобы, по возможности, приблизиться к условиям действительности, эти аппараты помещают в термостаты, снабжённые терморегуляторами, и таким образом, проращивание происходит при определённой температуре. Всхожесть хороших семян злаков, рапса, красного клевера доходит до 95—100 %. При испытании всхожести семян, кроме процента проросших семян, обращают внимание также на быстроту прорастания.
Перед посевом семена обрабатывают протравителями.

### Форма, величина и вес зёрен
Употребляемые для посева семена не должны быть разбиты, а картофельные клубни — повреждены насекомыми. Сморщенные зёрна являются признаком неполного развития или следствием уборки жатвы в сырую погоду. Полновесные зерна всегда следует предпочитать лёгким; они отбираются с помощью сортировок. Чем больше абсолютный вес зерна, тем лучшие растения могут быть из него получены, и тем крупнее и лучшего качества семена можно ожидать при жатве. Объёмный вес или вес единицы объёма (количество кг на 1 гектолитр) во многих случаях для семян злаков и других растений служит показателем их достоинства; он зависит главным образом от формы и величины зёрен, менее от биологических их свойств. Для определения объёмного веса служат хлебные весы.

### Окраска и запах зёрен
Каждый род семян отличается особенной, свойственной ему окраской и специфическим запахом. Ненормальная окраска указывает на неправильный сбор и хранение, затхлый запах на разрушение вещества семян, в пшенице запах гнилой рыбой или гнилыми яйцами — на присутствие гриба.

### Подлинность сорта
Это важно потому, что всегда следует выбирать сорта, наиболее подходящие к данным почвенным и климатическим условиям.

### Чистота
Посевной материал всегда должен быть очищен посредством сит или сортировок и зерночистилок от сорной растительности и других посторонних примесей. Достоинство посевного материала может быть выражено произведением процента чистоты на процент всхожести, в свою очередь выраженным в процентах; например для пшеницы чистота 99,5 % и всхожесть 92 %, следовательно её достоинство выразится 91,5 %.
В садоводстве могут использоваться такие методы предподсевной подготовки, как протравливание, замачивание и стратификация семян и т. п.

## Влияние посева на эволюцию растений
Искусственный высев окультуренных растений оказала влияние на их эволюцию. Так для многих культур изменились сложившиеся в дикой природе механизмы распространения, они утеряли сложившиеся в ходе природной эволюции способы разбрасывания семян. Это, к примеру, касается гороха, у культурных разновидностей которого отсутствует самопроизвольное раскрытие стручка при созревании, или пшеницы и ячменя, где созревший колос растения перестаёт осыпаться. В природе подобные мутации привели бы к гибели семян, не попавших в почву вовремя, для человека же, наоборот, заметно облегчают сбор урожая.